# À la poursuite du bonheur - Live à Bercy
Albums de M. Pokora
À la poursuite du bonheur
(2012) RED
(2015)
À la poursuite du bonheur - Live à Bercy est un album live de M. Pokora sorti le 4 mars 2013. Il est enregistré lors des derniers concerts de la tournée À la poursuite du bonheur Tour les 15 et 16 décembre 2012 au palais de Bercy.
L'album inclut le DVD ou Bluray du concert.

## Classements hebdomadaires
| Classement (2010)            | Meilleure position |
| ---------------------------- | ------------------ |
| Belgique (Wallonie Ultratop) | 2                  |
| France (SNEP)                | 1                  |

## Certification
| Région                                                                                                 | Certification | Ventes/Streams |
| --- | ------------- | -------------- |
| France (SNEP)                                                                                          | Or            | *              |
| *Ventes selon la certification ^Mise en rayon selon la certification xNon précisé par la certification |               |                |

## Liste des pistes
| 1.      | Intro ALPDBT                                          | 1:53 |
| 2.      | Cours                                                 | 3:26 |
| 3.      | Encore + fort                                         | 3:05 |
| 4.      | Juste une photo de toi                                | 4:05 |
| 5.      | Le temps qu'il faut (avec Corneille)                  | 3:43 |
| 6.      | Pas sans toi                                          | 3:49 |
| 7.      | Elle me contrôle/Dangerous (medley)                   | 4:28 |
| 8.      | Si tu pars                                            | 3:42 |
| 9.      | Mon évidence                                          | 4:20 |
| 10.     | Danse sur ma musique                                  | 3:10 |
| 11.     | On est là                                             | 3:19 |
| 12.     | Envole-moi (avec Tal)                                 | 3:11 |
| 13.     | Plus haut                                             | 3:33 |
| 14.     | Ma poupée                                             | 3:20 |
| 15.     | En attendant la fin                                   | 5:23 |
| 16.     | Mes rêveurs                                           | 3:24 |
| 17.     | Zouk Alpdbt                                           | 2:39 |
| 18.     | Merci d'être                                          | 3:46 |
| 19.     | À nos actes manqués (Reprise de Jean-Jacques Goldman) | 4:40 |
| 20.     | Sketch petit oiseau (avec Gad Elmaleh)                | 5:04 |
| 21.     | Juste un instant                                      | 8:16 |
| 22.     | Hallelujah (Reprise de Leonard Cohen)                 | 4:24 |
| 1:26:00 |                                                       |      |